# Out for Blood (Lita Ford)
Out for Blood è il primo album di Lita Ford, pubblicato nel 1983 per l'Etichetta discografica Mercury Records.

## Tracce
1. Out for Blood (Ford, Merryweather) 2:56
2. Stay With Me Baby (Ford) 4:31
3. Just a Feeling (Ford) 4:41
4. Ready, Willing and Able (Ford, Merryweather) 2:59
5. Die for Me Only (Black Widow) (Ford, Merryweather) 3:05
6. Rock 'N Roll Made Me What I Am Today (Heimlich) 2:53
7. If You Can't Live With It (Ford) 4:20
8. On the Run (Ford, Merryweather) 2:50
9. Any Way That You Want Me (Taylor) 3:36 (The Troggs Cover)
10. I Can't Stand It (Ford) 3:28

## Lineup
- Lita Ford - Voce, Chitarra
- Neil Merryweather - Basso, Cori
- Dusty Watson - Batteria, Percussioni